# تپه کله جو (سید صیفور)
تپه کله جو (سید صیفور) مربوط به دوران پیش از تاریخ ایران باستان تا دوران‌های تاریخی پس از اسلام است و در جاده خرم‌آباد، الشتر، روستای کله جو واقع شده و این اثر در تاریخ ۱۰ مهر ۱۳۸۰ با شمارهٔ ثبت ۴۰۵۷ به‌عنوان یکی از آثار ملی ایران به ثبت رسیده است.